# A Mill-féle oksági kapcsolatok
Mivel az oksági kapcsolatok két módjának teljes körű és explicit leírása John Stuart Milltől származik, Mill-féle szabályoknak nevezik őket.  Az újkori filozófia egyik klasszikus problémájának számít, hogy milyen alapon tulajdonítunk jelenségeknek oksági összefüggéseket. Az egyik lehetséges válasz szerint két esemény/dolog állandó együttjárása azt a képzetet kelti bennünk, hogy oksági kapcsolat van közöttük. Eszerint az oksági következtetések gyakorlatilag ugyanolyan értelemben induktívak, mint az általánosítások. Erre az elképzelésre épített Mill, mikor megpróbálta feltérképezni azokat az induktív következtetési mintákat, amelyek segítségével oksági összefüggéseket lehet megállapítani.
Mill nagyszabású művében, A System of Logic-ban öt módszert említ, amelyek segítségével kauzális kapcsolatokat fedezhetünk fel, és demonstrálhatunk. Módszereit eliminatív módszereknek nevezi erőltetett párhuzamot vonva köztük és az egyenletrendszereknél ismert algebrai elimináció között. Ha ez a párhuzam nem is áll fenn, a módszerekre mindenesetre gondolhatunk úgy, mint olyan eszközökre, amelyek az ok szerepére pályázó rivális jelöltek kizárására alkalmasak.
A módszerek:
1. A megegyezés módszere
2. A különbség módszere
3. A megegyezés és a különbség módszere együtt
4. A maradékok módszere
5. A mennyiségi variálás módszere

## A megegyezés módszere
Ha egy vizsgált jelenség két vagy több előfordulási esete csak egyetlen jegyben közös, akkor ez a jegy, amelyikben minden eset megegyezik, az adott jelenség oka vagy hatása. John Mackie a The Cement of the Universe című könyvében a megegyezés módszerére a következő példát hozza: "Ha egy csoport minden tagja, akik ugyanabban a betegségben szenvednek, számottevő ideig nélkülözték táplálkozásukból a friss gyümölcsöt és zöldséget, de amúgy egészen különböző étrendet tartottak, különböző szokások szerint éltek, különböző öröklött háttérrel rendelkeznek stb., akkor a friss gyümölcs és zöldség hiánya az oka ennek a betegségnek."
Probléma lehet, hogy valójában nem tudunk mindent körülményt egyaránt figyelembe venni. Mint minden induktív következtetésnél, ez esetben is a releváns háttértudás sokat számít.

## A különbség módszere
Ebben a módszerben egyetlenegy körülmény kivételével mindent változatlanul hagyunk. Ha a változtatott körülmény az okozat fellépésében változást jelent, akkor az lesz az ok. Ez szükséges feltételeket azonosít. (Ez a módszer félrevezető lehet, ha valaminek több oka is van.)
Logikai szerkezete: egy C eseményt akkor mondunk egy A esemény okának, ha C az egyetlen olyan esemény, amely A bekövetkeztekor bekövetkezik, A elmaradásakor pedig elmarad. Az összes többi C" esemény olyan, hogy A bekövetkezésétől függetlenül vagy bekövetkezik, vagy elmarad.

## A megegyezés és a különbség módszere együtt
Megbízhatóbb eredményt kapunk, ha a megegyezés és a különbség módszerét együttesen alkalmazzuk.Mill szerint "ha két vagy több eset, amelyben egy jelenség megtörténik, csak egy körülményben közös; míg két vagy több eset, amelyben egy jelenség nem történik meg, semmi egyéb közös körülményt nem tartalmaz, mint ennek a körülménynek a hiányát, akkor a körülmény, amelyben az esetek két osztálya különbözik, a jelenség hatása, oka vagy okának nélkülözhetetlen része." Ezzel a módszerrel tehát szükséges és elégséges feltételeket határozunk meg.

## A maradékok módszere
Ezt a módszert akkor alkalmazhatjuk, ha már vannak háttérismereteink bizonyos okozati viszonyokról, és ezek alapján szeretnénk következtetni más viszonyokra. Ha sikerül előállítanunk azt a szituációt, amelyben egy sor körülmény mellett ugyanolyan számú okozat fellép, melyek közül egy kivételével az összes okát tudjuk azonosítani, akkor a maradék okozat oka a maradék, fel nem használt körülmény lesz.

## A mennyiségi variálás módszere
Ez a módszer a mennyiségi változtatásokra is érzékeny. Ha a fennálló körülményeket mennyiségileg tudjuk befolyásolni, akkor megfigyelve, hogy miképpen változik az okozat fellépésének mértéke, megtalálhatjuk az okot is.